# Timberline Lodge
De Timberline Lodge is een rustieke lodge op de zuidflank van Mount Hood in de Amerikaanse staat Oregon, zo'n 100 km ten oosten van Portland. 
De lodge werd in de late jaren 1930 als een project van het Works Progress Administration gebouwd, op een hoogte van 1817 meter in het Mount Hood National Forest. De architect Gilbert Stanley Underwood tekende tijdens zijn periode bij de federale overheid de preliminaire plannen. De Timberline Lodge, opgetrokken in de rustieke architectuur van de National Park Service, is erkend als een National Historic Landmark. Het gebouw is een populaire toeristische bestemming en ontvangt jaarlijks meer dan een miljoen bezoekers. De lodge geniet bekendheid als de filmlocatie van het Overlook Hotel in The Shining.
Timberline Lodge is ook de naam van het wintersportgebied dat zich aan de zuidflank van Mount Hood, rond de lodge, bevindt. Het skigebied telt 7 liftjes en 35 skipistes. Timberline Lodge is het enige skigebied in Noord-Amerika waar het jaar rond geskied kan worden.